# Ta'unga
Le ta'unga (tahunga à Manihiki) était le terme générique utilisé aux îles Cook pour désigner divers spécialistes dans différents domaines : 
- dans celui de l'art oratoire et de la connaissance du passé, appelé le ta'unga korero ou Tumu Korero ;
- de l'artisanat comme le ta'unga tarai vaka ou constructeur de pirogue ;
- de la navigation, le ta'unga 'akatere vaka ;
- de la médecine comme le ta'unga 'aka'anau ou "accoucheur" spécialiste obstétricien(ne) ;
- de l'astronomie le ta'unga akara etu (litt. le ta'unga qui observe les étoiles).

Toutes ces spécialités étaient traditionnellement liés au culte des ancêtres, ce qui relève du religieux et du séculier étant d'une façon générale en Polynésie intimement liés. C'est la raison pour laquelle, le terme est souvent traduit par prêtre ou magicien, faute d'une désignation plus adéquate dans les langues occidentales.
L'équivalent chez les Māori de Nouvelle-Zélande est le tohunga, le tahu'a aux îles de la Société, le kahuna à Hawai'i, etc.
Ta'unga est aussi le nom d'un célèbre orometua (pasteur, enseignant) de la London Missionary Society, originaire de Ngatangiia tribu de Takitumu (Rarotonga) qui avec quelques-uns de ses camarades partit convertir la Nouvelle-Calédonie dans les années 1840. Ta'unga est enfin une île de l'archipel des îles Tonga